# سالي هاملين
سالي هاملين (بالإنجليزية: Sally Hamlin)‏ هي ممثلة أمريكية، ولدت في 23 ديسمبر 1902 في بروكلين في الولايات المتحدة، وتوفيت في 4 يوليو 1987 في بار هربور في الولايات المتحدة.